# Antonín Mezník
Antonín Mezník (28. dubna 1831 Křižanov – 10. září 1907 Královské Vinohrady) byl český právník a politik, poslanec Moravského zemského sněmu a Říšské rady, předseda staročeské Moravské národní strany.

## Životopis
Vystudoval práva na Karlo-Ferdinandově univerzitě v Praze, kde roku 1857 získal titul doktora práv. Roku 1861 se stal profesorem obchodního a směnečného práva na pražské polytechnice. Vyučoval i na jiných školách. Od roku 1868 pracoval jako advokát v Praze.
Dlouhodobě byl politicky aktivní. Od roku 1862 byl poslancem Moravského zemského sněmu a působil i jako člen Moravského zemského výboru. Poslanecký slib skládal v únoru 1867 v češtině.
Ve volbách roku 1873 se stal i poslancem Říšské rady (celostátní zákonodárný sbor), kde zastupoval kurii venkovských obcí, obvod Jihlava, Třebíč. Poslanecký slib složil 21. ledna 1874 v rámci průlomového vstupu moravských staročechů na Říšskou radu (česká reprezentace z Čech se nadále odmítala zasedání parlamentu účastnit v rámci státoprávních snah). Mandát obhájil za stejný okrsek i ve volbách roku 1879, volbách roku 1885 a volbách roku 1891. Ve vídeňském parlamentu setrval do konce funkčního období sněmovny, tedy do roku 1897.
Politicky byl orientován jako staročech, tedy představitel konzervativně-liberálního proudu české politiky. Když v druhé polovině 60. let eskalovala česká frustrace ohledně nenaplněných státoprávních aspirací, sděloval Mezník do Brna Aloisi Pražákovi se zneklidněním, že hrozí vytvoření české revoluční strany, která by mohla ovládnout nižší společenské vrstvy a venkovské obyvatelstvo. Byl stoupencem českého státního práva, ale zastával se zároveň svébytného postavení Moravy. V roce 1868 Alois Pražák kvitoval, že spolu s Mezníkem a Františkem Aloisem Šromem při poradách českých politiků uhájili moravské zájmy před centralistickými plány Františka Ladislava Riegera.
Po volbách roku 1873, když moravští národní poslanci, na rozdíl od kolegů z Čech, vstoupili do Říšské rady, přistoupil ke konzervativnímu Hohenwartově klubu, který reprezentoval konzervativní německorakouské a federalistické opoziční síly. Po volbách v roce 1879 se na Říšské radě připojil k Českému klubu (jednotné parlamentní zastoupení, do kterého se sdružili staročeši, mladočeši, česká konzervativní šlechta a moravští národní poslanci). Jako člen parlamentního Českého klubu se uvádí i po volbách v roce 1885. Roku 1887 se stal předsedou staročeské strany na Moravě (tzv. Moravská národní strana).
Po parlamentních volbách roku 1891, kdy byla v Čechách rozdrcena politická pozice staročechů a kdy v parlamentním zastoupení poslanců z Čech zcela převládli mladočeši, se postavil Mezník do čela samostatné poslanecké frakce Moravský klub tvořené deseti staročeskými poslanci z Moravy a dvěma zbylými staročechy z Čech. Přední postavení v moravské staročeské straně si Mezník coby blízký spolupracovník a důvěrník Aloise Pražáka udržoval až do poloviny 90. let.
Roku 1883 byl povýšen do šlechtického stavu (Antonín von Mezník, Antonín rytíř Mezník). Roku 1881 se stal dvorním radou u správního soudu, na přelomu století pak předsedou soudního senátu. Byl považován za experta na národohospodářské a finanční právní otázky. Podílel se například na zemské legislativě ohledně vzniku kontribučenských záložen.
Měl dvě dcery, jedna se vdala za ředitele Živnobanky a druhá za majitele obchodní školy.
Zemřel roku 1907 na Královských Vinohradech. Pohřben byl na Olšanských hřbitovech.